# Thevenetimyia lanigera
Thevenetimyia lanigera är en tvåvingeart som först beskrevs av Cresson 1919.  Thevenetimyia lanigera ingår i släktet Thevenetimyia och familjen svävflugor. Inga underarter finns listade i Catalogue of Life.